# シモン・ホウォヴニャ
シモン・フランチシェク・ホウォヴニャ（ポーランド語: Szymon Franciszek Hołownia、1976年9月3日 - ）は、ポーランドの政治家。現下院議長、ポーランド2050党首。
2008年から2019年まで、マルチン・プロコプとともに Mam Talent!（マム・タレント、ポーランド版『アメリカズ・ゴット・タレント』）の司会を務めていた。2020年のポーランド大統領選挙に無所属で立候補したが、落選した。

## 選挙結果
| 選挙 | 政党                     | 機関                   | 選挙区                 | 結果                |
| ---- | ------------------------ | ---------------------- | ---------------------- | ------------------- |
| 2020 | 無所属                   | ポーランド共和国大統領 | -                      | 2,693,397 (13,87%)✗ |
| 2023 | 第3の道（ポーランド2050) | 第10期下院             | 24区（ビャウィストク） | 79,951 (13,12%)✓    |